# Lily (Dakota del Sud)
Lily è un comune (town) degli Stati Uniti d'America della contea di Day nello Stato del Dakota del Sud. La popolazione era di 4 abitanti al censimento del 2010.

## Geografia fisica
Lily è situata a 45°10′53″N 97°40′58″W (45.181496, -97.682783).
Secondo lo United States Census Bureau, ha un'area totale di 0,30 miglia quadrate (0,78 km²).

## Storia
Lily era un deposito utilizzato dalla Chicago, Milwaukee, St. Paul and Pacific Railroad dal 1898 fino al 1979. La città prende il nome dal suo primo direttore dell'ufficio postale, Ross Parks, in onore di sua sorella, che si chiamava appunto Lily. Il signor Parks e sua sorella vissero qui nel 1883. L'ufficio postale è datato al 13 luglio 1883.

## Società

### Evoluzione demografica
Secondo il censimento del 2010, c'erano 4 abitanti.

### Etnie e minoranze straniere
Secondo il censimento del 2010, la composizione etnica della città era formata dal 100,0% di bianchi.